# Gilbert River (vattendrag i Kanada)
Gilbert River är ett vattendrag i Kanada.   Det ligger i provinsen Newfoundland och Labrador, i den östra delen av landet, 1 600 km nordost om huvudstaden Ottawa.
Trakten runt Gilbert River är nära nog obefolkad, med mindre än två invånare per kvadratkilometer.